# Arrondissement de P'yŏngyang-Centre
Jung-guyŏk ou Arrondissement de Phyŏngyang-Centre (Hangeul: 중구역; Hanja: 中區域), est l'un des 19 arrondissements de l'agglomération de Pyongyang. 

## Divisions administratives
L'arrondissement de Phyŏngyang-Centre est constitué de dix-neuf quartiers :
- Changgwang (hangeul: 창광동 hanja: 蒼光洞)
- Jongno (hangeul: 종로동 hanja: 鍾路洞)
- Jungsŏng (hangeul: 중성동 hanja: 中城洞), où est situé notamment l'Office de Tourisme de la RDP Corée (Hangeul : 조선관광), 조선고려종이 기술교류사, 조선광명무역총회사, 조선남남협조총회사, 조선남산재무역회사, 조선대동무역회사, 조선대외건설총회사, 조선대외운수회사, 조선명오무역회사, 조선봉화총회사, 조선삼흥회사,조선새날기술무역회사, 조선은빛금융회사, 조선전람무역회사, 조선종합설비 수출입회사, 조선친선생산무역회사, 조선칠명무역회사, 조선황금산무역회사
- Haebangsan (hangeul: 해방산동 hanja: 解放山洞)
- Kyogu (hangeul: 교구동 hanja: 橋口洞), 조선장수무역회사
- Kyŏngnim (hangeul: 경림동 hanja: 敬臨洞), où est situé notamment la Place Kim Il-sung
- Kyŏngsang (hangeul: 경상동 hanja: 慶上洞), où est situé notamment l'Usine d’instruments de musique de Phyongyang (Hangeul: 평양악기공장)
- Mansu (hangeul: 만수동 hanja: 萬壽洞), 조선금별회사, 조선장흥무역회사
- Othan (hangeul: 오탄동 hanja: 烏灘洞), 아사봉무역회사, 조선쎄크회사, 조선청길무역회사
- Pothongmun ou Porte de Pothong (hangeul: 보통문동 hanja: 普通門洞), 일용공업무역회사, 조선경공업무역회사, 조선방직기계 무역회사, 조선방직무역회사, 조선비단무역회사, 조선신발무역회사, 조선은방울무역회사
- Ryŏnhwa-1 (hangeul: 련화 1동 hanja: 蓮花 1洞)
- Ryŏnhwa-2 (hangeul: 련화 2동 hanja: 蓮花 2洞), où est situé notamment la Coentreprise Electronique Hana (Hangeul:하나전자합영회사), 록색623도료회사, 선봉상업 및 기술무역교류사
- Ryusŏng (hangeul: 류성동 hanja: 柳城洞), 조선평양무역회사
- Sŏchang (hangeul: 서창동 hanja: 西倉洞), 조선장수봉무역회사
- Sŏmun ou Porte de l'Ouest (hangeul: 서문동 hanja: 西門洞)
- Taedongmun ou Grande Porte de l'Est (hangeul: 대동문동 hanja: 大東門洞), 장청무역회사, 조선림업무역회사
- Tongan (hangeul: 동안동 hanja: 東安洞), 조선동해회사, 조선신흥무역상사, 조선영흥무역회사, 조선학봉무역회사
- Tonghung (hangeul: 동흥동 hanja: 東興洞), 고려수출입상사
- Tongsŏng ou Forteresse de l'Est (hangeul: 동성동 hanja: 東城洞), 아리랑무역회사, 조선813무역회사, 조선락원무역총회사, 조선마그네샤크링카공업총그룹, 조선만대무역회사, 조선아연공업총그룹, 평양가금련합총회사
- Wesŏng (hangeul: 외성동 hanja: 外城洞), 조선민예련합상사, 조선체신무역회사, 조선해방산무역회사
- Yŏkjŏng (hangeul: 역전동 hanja: 驛前洞), 조선룡마무역회사, 조선룡산무역회사, 조선서광회사, 조선예능무역회사, 조선우표사, 조선출판물수출입사